# Biota van Chengjiang

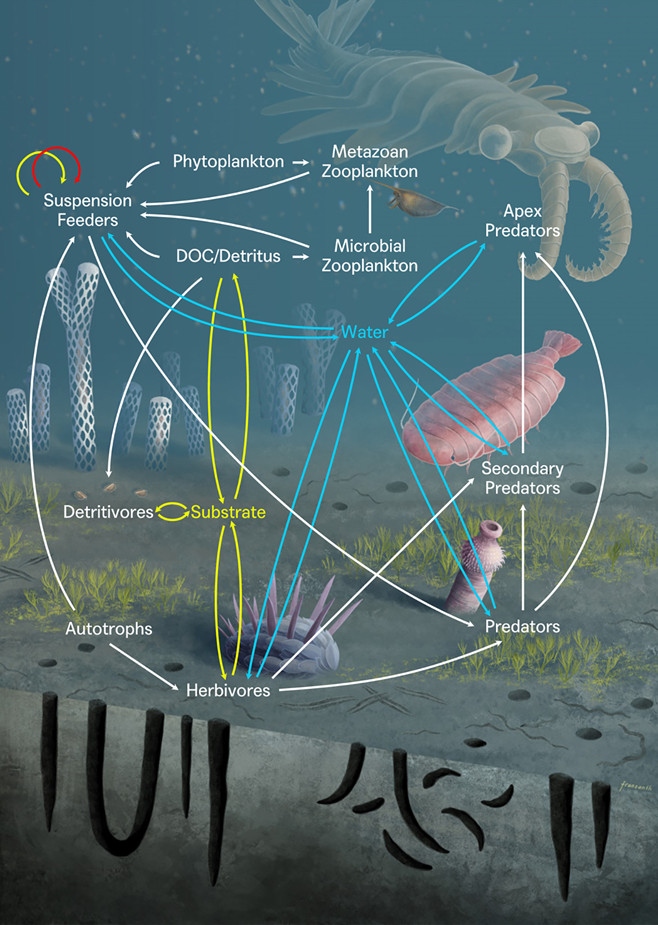
Reconstructie van de ecologie van het vroege Cambrium, zoals naar voren komt uit de biota van Chengjiang.

De biota van Chengjiang zijn fossiele levensvormen uit het vroege Cambrium, genoemd naar de stad Chengjiang in de Chinese provincie Yunnan. De fossielen hebben een ouderdom van ongeveer 525 miljoen jaar. Daarmee behoren ze tot de derde etage van het Cambrium. Omdat in deze periode alle tegenwoordig bekende stammen van dieren verschijnen zijn de biota van Chengjiang van groot belang voor de studie van de evolutie van het leven. Er bestaan ter wereld maar een handvol vindplaatsen van fossielen uit het vroege Cambrium. De biota van Chengjiang zijn uitzonderlijk goed gefossiliseerd: behalve harde exoskeletten en schelpen zijn ook "zachte" lichaamsdelen in detail bewaard gebleven. Het betreft in zee levende organismen, waaronder vroege geleedpotigen, weekdieren, wormen, en de oudst bekende gewervelden.

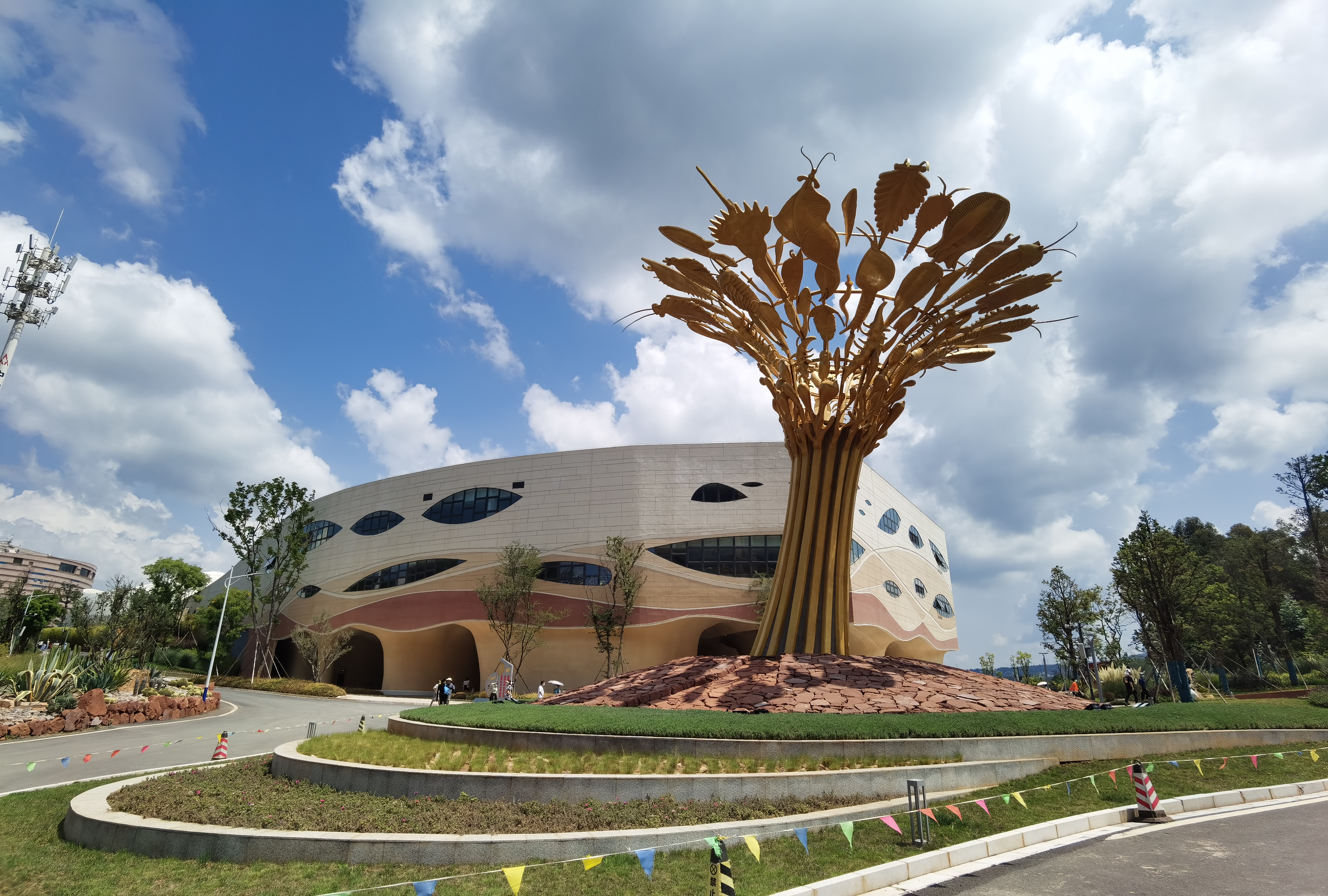
Het natuurhistorisch museum bij de fossielenvindplaats van Chengjiang.

## Ontdekking en locatie
De vindplaatsen van fossielen van de Chengjiang-biota zijn verspreid over een gebied van enkele honderden kilometers in het oosten en centrale deel van Yunnan. De aan de universiteit van Nanjing verbonden paleontoloog Hou Xianguang ontdekte in 1984 diverse zeer goed bewaarde fossielen in de heuvel Maotian Shan, ongeveer drie kilometer ten zuidwesten van Chengjiang, niet ver van de oevers van het meer Fuxian Hu. Dat er Cambrische fossielen in het gebied voorkwamen was al eerder bekend: een groep Franse onderzoekers had er in 1907 en 1912 fossielen van trilobieten en geleedpotigen ontdekt. Tijdens de Chinese burgeroorlog was het gebied beter in kaart gebracht omdat geologen van de Sun Yat-sen-universiteit gedwongen waren naar Yunnan te verhuizen. De geoloog Yang Zuiyi en zijn studenten meldden de aanwezigheid van verschillende groepen fossielen in het gebied. Het belang van de biota kwam echter pas aan het licht door de ontdekkingen van Hou in de jaren 1980, zowel in Maotian Shan als andere vindplaatsen.
De oorspronkelijke vindplaats van de biota van Chengjiang, waar ook enkele van de beste fossielen zijn gevonden, waren de vindplaatsen ten zuidoosten van Chengjiang. Deze vindplaatsen zijn een Konservat-Lagerstätte. De economie van Chengjiang was tot het begin van de 21e eeuw voor een groot deel afhankelijk van de fosfaatwinning in dezelfde gesteentelagen die de fossielen bevatten. Conservatie van de fossielen moest door de lokale regering afgewogen worden tegen lokale economische belangen. Nadat het gebied als geopark werd aangewezen en werd afgesloten voor de fosfaatmijnbouw, wees UNESCO het in 2012 aan als werelderfgoed, Het museum trekt volgens schattingen jaarlijks tot 40,000 bezoekers.

## Geologie
Het zuiden van China was in het Cambrium een klein, geisoleerd liggend continent. Door transgressie van de zee was een groot deel van het continent op de overgang tussen het Ediacarium en Cambrium onder water komen te liggen. Dit Yangtseplatform vormde een continentaal plat. Het was bedekt met een ondiepe, warme zee. In het zuiden ging het platform over in de continentale helling en werd het zeewater dieper. Door het vroege Paleozoicum heen was er sedimentatie. Het zuiden van China heeft daarom een zeer compleet geologisch archief van het Cambrium, dat bovendien relatief onverstoord is gebleven. Laat in het Paleozoicum vond opheffing, plooiing en overschuiving plaats. De sedimenten werden omgevormd tot een plooiingsgordel, zonder dat ze aan hooggradige metamorfose blootstonden. Vanwege de grote compleetheid en lage graad van alteratie liggen veel van de wereldwijd gebruikte typelocaties voor het Cambrium in het gebied.
De fossielen worden vrijwel uitsluitend gevonden in het Yu'anshan-lid van de Heilinpu-formatie, die dagzoomt in grote delen van het oosten van Yunnan. Het Yu'anshan-lid bestaat uit fijn gelaagde grijzige kleisteen die bij verwering een okerachtige (gelige) kleur heeft. De kleien wisselen af met siltige en zandige laagjes. Het afzettingsmilieu van de klei was distaal dieper zeewater. Mogelijk werden laagjes ritmisch afgezet, bijvoorbeeld door troebelingsstromen langs de continentale helling, of als tempestieten tijdens stormen. De zandige laagjes laten de invloed van reivierdelta's zien. Deze neemt in de jongere sedimenten van het Yu'anshan-lid (naar boven) toe.
De Cambrische stratigrafie van het zuiden van China is ingedeeld op basis van trilobieten en kleine schelpdieren. Op basis van fossielen is de Heilinpu-formatie correleerbaar met het Atdabanien in Siberië. Ze is iets ouder of gelijktijdig met de biota van Sirius Passet uit het noorden van Groenland - de laatste heeft een ouderdom van ongeveer 518 miljoen jaar.

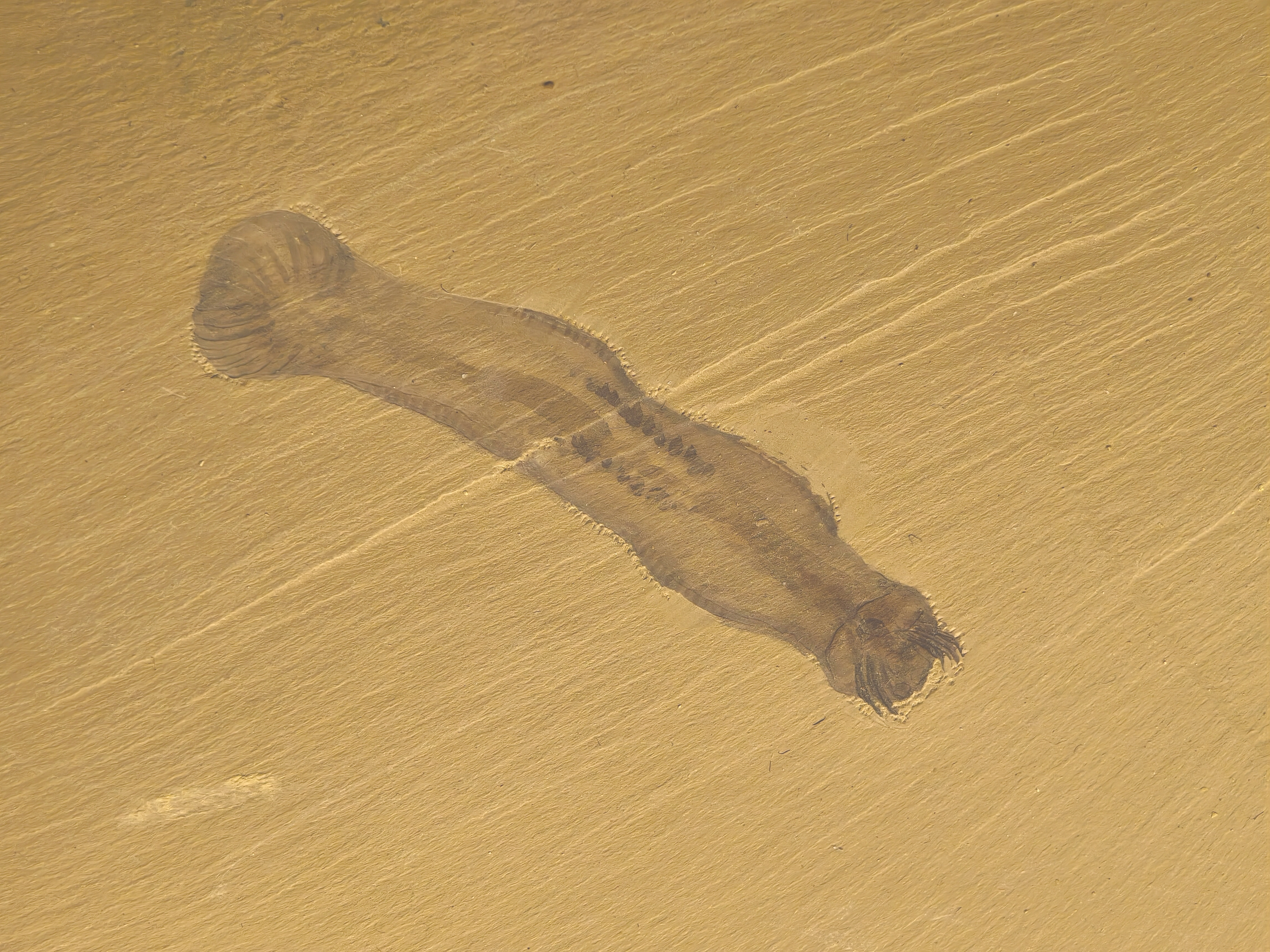
Protosagitta spinosa, een pijlworm uit de biota van Chengjiang.

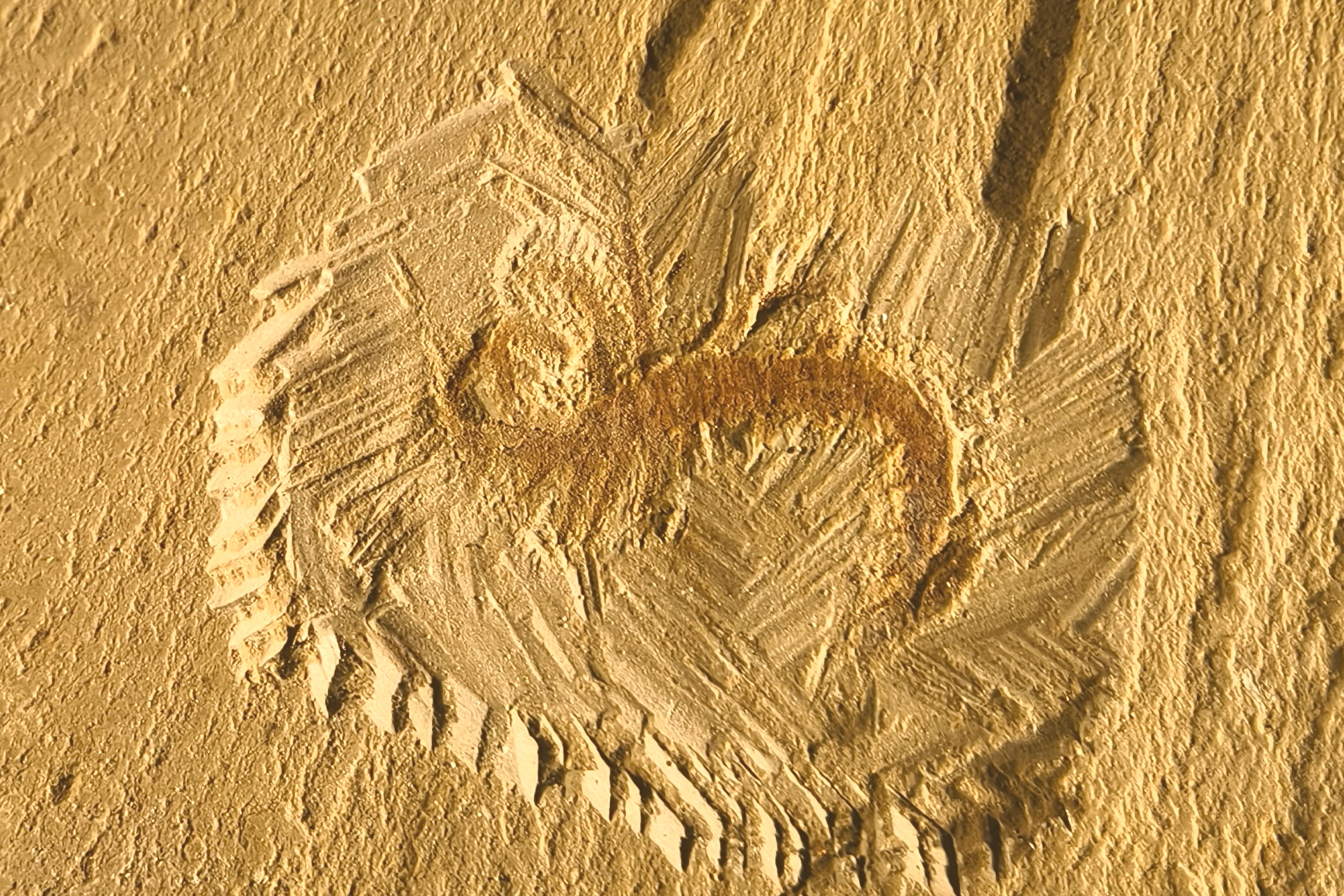
Luolishania longicruris, een lobopode uit de biota van Chengjiang.

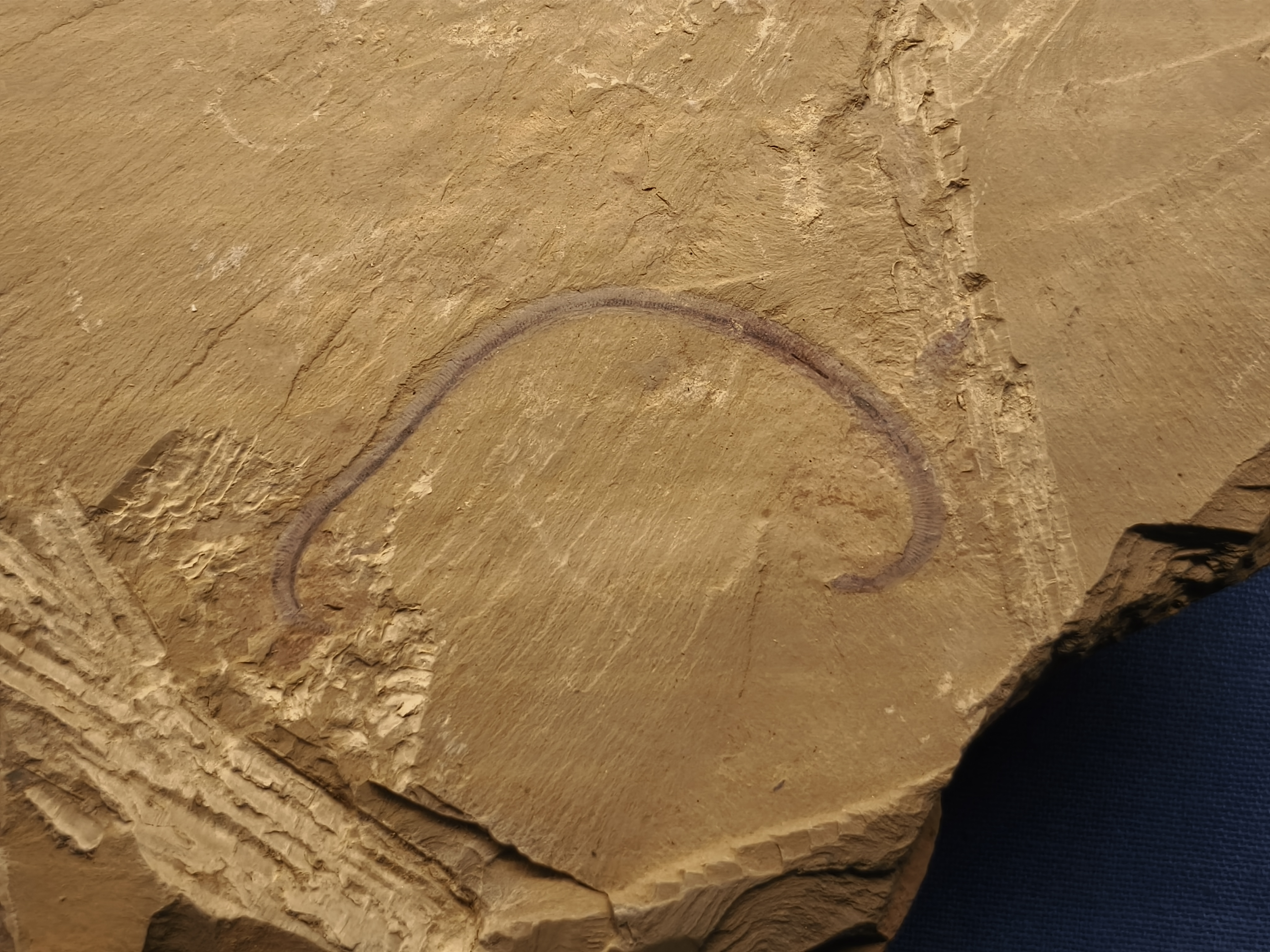
Mafangscolex sinensis, een palaeoscolecide worm-achtige uit de biota van Chengjiang.

## Fossielen

### Fossilisatie
De fossielen van Chengjiang zijn meestal platte afdrukken die hooguit een licht relief hebben. De afdrukken hebben een donkerdere of soms rossige kleur. Carbonisatie (de concentratie van koolstof) is waarschijnlijk verantwoordelijk voor de donkere kleur. De rossige kleur wijst op ijzer(III)oxide, mogelijk gevormd door de alteratie van pyriet. 
De beste fossielen tonen ook zachtere lichaamsdelen in detail, zoals spieren, ingewanden of kieuwen. Sommige dieren uit de biota van Chengjiang hadden helemaal geen exoskelet of andere harde lichaamsdelen. Onder normale omstandigheden zouden ze geen sporen achterlaten. De extreem goede staat waarin ze bewaard zijn duidt op een combinatie van zeer snelle begraving (mogelijk door afzetting van modderlagen door troebelingsstromen) en de afwezigheid van zuurstof, zodat verrotting geen kans had. Zulke anoxische omstandigheden in het diepe deel van de waterkolom waren tijdelijk, maar zorgden ervoor dat de dode organismen begraven en bewaard werden. Ze zorgden er ook voor dat er geen aaseters konden komen, die de kadavers opvraten. Ook konden tijdens anoxische tijdsintervallen geen dieren in de bodem leven die door graven en woelen de overblijfselen hadden verstoord.
Veel van de fossiele biota tonen bewijs dat ze op hun plek begraven en gefossiliseerd zijn; oftewel ze zijn na het sterven niet verplaatst.

### Soorten en ecologie
Dankzij de extreem goede staat van fossilisatie is er bewijs voor de ecologische rol en relaties tussen soorten. Zo is in sommige fossielen de maaginhoud bewaard gebleven, inclusief indentificeerbare prooidieren. Bij sommige fossielen is de maag gevuld met sediment, wat erop duidt dat het bodemvoeders waren. Bij priapulide wormen en sommige soorten brachiopoden gaat het waarschijnlijk om gravers die in de bodem leefden. Sommige soorten waren sessiel. Dit geldt bijvoorbeeld voor de sponzen, duidelijke filtervoeders. Andere soorten bewogen zich actief of passief voort. Sommige van de mobiele soorten leefden mogelijk in de hogere delen van de waterkolom.
De biota van Chengjiang bevat meer dan honderd soorten. Ongeveer 60% daarvan zijn geleedpotigen. De overige soorten zijn voornamelijk algen en bacterien. Er komen ook een handvol andere taxa voor, waaronder weekdieren, wormen, sponzen en acht soorten vermoedelijke vroege gewervelden.